# 有机硒化合物
有机硒化合物（简称有机硒） 是一系列含有C-Se键的有机化合物。有机硒化学 则是研究有机硒化合物的学科。硒属于氧族元素（第16族），与同为氧族元素的氧和硫有类似的性质。
硒可以以这些氧化态存在：−2、+2、+4和+6，其中Se(II)是有机硒化合物里硒最常见的氧化态。顺着氧族元素往下走，碳-氧族元素键的键能 会变弱，（234 kJ/mol 是 C−Se 键的键能， 272 kJ/mol 则是 C−S 键的）键长也会变长（C−Se 198 pm，C−S 181 pm 和 C−O 141 pm）。硒化合物比硫化合物有更强的亲核性，酸性也更强。XH2的pKa值对于氧是16，硫是7，以及硒是3.8。与亚砜相比，相应的亚硒砜在存在β质子的情况下是不稳定的，并且该性质在硒的许多有机反应中都得到利用，特别是在亚硒砜的氧化和亚硒砜的消除中。在天然的水、土壤和沉积物中可以发现微量的有机硒化合物。 
第一个被分离的有机硒化合物是乙硒醚，于1836年被分离。

## 有机硒化合物依结构的分类

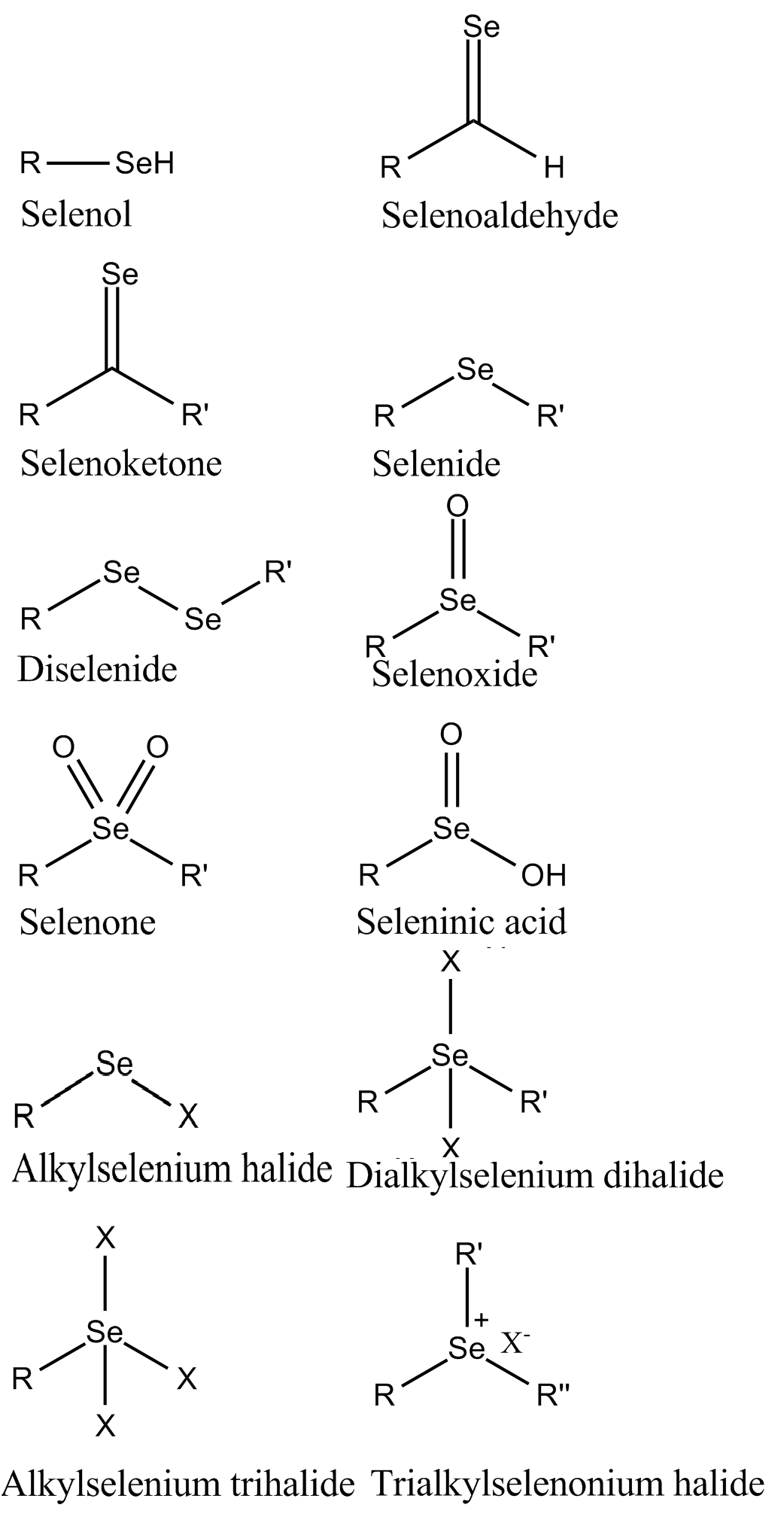
一些有机硒化合物的结构

- 硒醇（RSeH）是醇和硫醇的同构物。它们都不稳定，而且很臭。苯硒酚（又称硒苯酚或 PhSeH）的酸性（pKa 5.9）比苯硫酚 （pKa 6.5）的强，也更容易氧化成二硒化二苯（英语：Diphenyl diselenide） 。苯硒酚就是由二硒化二苯还原而成的。[8]
- 二硒化物（R−Se−Se−R）是过氧化物和二硫化物的同构物。  它们是反应性更强的有机硒试剂（例如硒醇和硒烯基卤化物）的有用前体。  在有机化学中，最多人知道的有机二硒化物是二硒化二苯（英语：Diphenyl diselenide） ，可由反应苯基溴化镁和硒制得，然后氧化产物PhSeMgBr。 [9]
- 卤硒醇（R−Se−Cl, R−Se−Br）可以由二硒化物的卤化制备而成。 二硒化二苯的溴化会产生苯硒基溴（PhSeBr）。 它们是"PhSe+"离子的来源。
- 硒醚（R−Se−R）是醚和硫醚的硒衍生物。一个硒醚的例子是二甲基硒 ((CH3)2Se)。 它们是最普遍的有机硒化合物。 对称的硒化物通常是通过碱金属硒化物盐的烷基化来制备的，例如碱金属硒化物盐，像是硒化钠。 不对称硒化物则是通过硒酸酯的烷基化制备。  这些化合物会和亲核试剂反应，如：卤代烃（R'−X）形成钅西盐，R'RRSe+X−。 二价硒还可与软杂原子相互作用形成高价硒中心。 [7]它们在某些情况下也会以亲电试剂的形式发生反应，例如与有机锂试剂（R'Li）结合成配合物 R'RRSe−Li+.
- 亚硒砜（R−Se(O)−R）是亚砜的类似物。 它们可以被进一步氧化成硒砜，R−Se(O)2R，是砜的硒衍生物。
- 次硒酸脂（英语：Selenenic acid）（RSe−OH）是氧化硒醇时的中间产物。  它们以某些谷胱甘肽过氧化物酶的硒酶形式存在。
- 亚硒酸脂（英语：Seleninic acid）（RSe(O)OH）是和亚磺酸同构的一系列物质。
- 硒酸脂 (RSe(O)OOH) ，可以催化环氧化反应和拜耳－维立格氧化反应。
- 三卤硒酯 是有机硒超价分子， 是四卤化硒如： SeCl4的衍生物。 三卤硒酯的一个例子就是 ArSeCl3 。[10]  这些氯化物可以由二氯氧化硒的氯化而成。
- 环硒化物是含有三元环（母体： C2H4Se）与环硫化物有关，但与环硫化物不同，环硒化物在动力学上不稳定，会直接把硒原子挤出（无氧化），形成烯烃。 该性质已用于有机合成中。 [11]
- 硒酮（R2C=Se，又称硒代酮）是酮的硒类似物。 由于它们具有形成低聚物的趋势，因此很少见。 [12] 二硒代苯醌作为金属络合物是稳定的。 [13] 硒脲是含有 C=Se 键的稳定化合物之一。
- 硫硒化物（R−Se−S−R），含有硒-硫键，类似于二硫化物。

## 天然中的有机硒化合物
有机硒化合物是必需的微量营养素，饮食中的微量营养素缺乏会导致心肌和骨骼功能障碍。有机硒化合物是细胞防御氧化而损伤和免疫系统正常运作所必需的。 它们也可能在预防过早衰老和癌症中发挥作用。  用于生物合成的硒的来源是硒磷酸合成酶1。
谷胱甘肽氧化酶的活性位于它的氢硒基上。在高等植物中也发现了有机硒化合物。例如，使用高效液相色谱结合电感耦合等离子体质谱法（HPLC-ICP-MS）技术分析大蒜后，发现了 γ-谷氨酰-甲基硒代半胱氨酸是主要的含硒成分，以及少量的甲基硒代半胱氨酸。 食用生大蒜后，在人的呼吸中发现了痕量的二甲基硒醚和烯丙基甲基硒化物。 

### 硒半胱氨酸和硒甲硫氨酸
硒半胱氨酸，又称第二十一种氨基酸，在某些生物中对于核糖体定向蛋白合成至关重要。 已知有超过 25 种含硒蛋白(硒蛋白) 存在。 大多数硒依赖性酶都含有硒半胱氨酸，与半胱氨酸有关，但硒替代了硫。  该氨基酸通过DNA以特殊的方式被编码。
硒甲硫氨酸是含有硒的氨基酸，也是天然存在的，但是它是由转录后修饰产生的。